# Ventschow

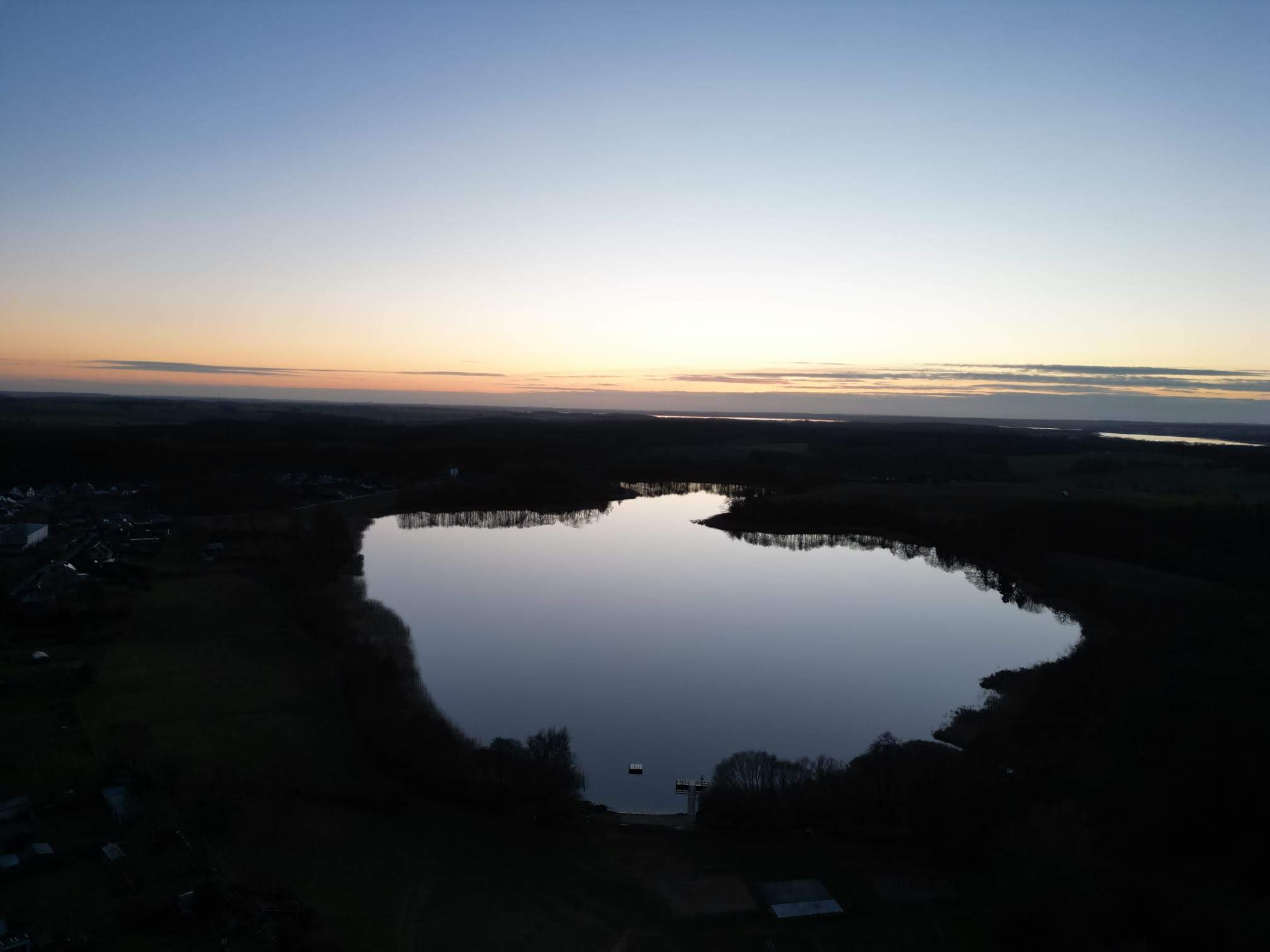
See Ventschow

Ventschow ist eine Gemeinde im Landkreis Nordwestmecklenburg in Mecklenburg-Vorpommern (Deutschland). Die Gemeinde wird vom Amt Dorf Mecklenburg-Bad Kleinen mit Sitz in der Gemeinde Dorf Mecklenburg verwaltet.

## Geografie
Ventschows gehört zum äußersten Nordwesten der Mecklenburgischen Seenplatte. Die von zahlreichen kleinen Seen umgebene Gemeinde ist ca. 16 Kilometer von der Hansestadt Wismar und drei Kilometer von der Nordspitze des Schweriner Sees entfernt.
Die Landschaft wurde wesentlich durch die letzte Eiszeit (Weichselvereisung) geprägt. Die Folge ist noch heute ein abwechslungsreiches Relief mit vielen Seen und Mischwaldgebieten. Zahlreiche Wanderwege bilden die Grundlage für erholsames Wandern und Spaziergänge, bei denen man Pilze und Beeren sammeln kann.
Umgeben wird Ventschow von den Nachbargemeinden Lübow im Norden, Jesendorf im Nordosten, Bibow im Osten, Dobin am See im Süden sowie Hohen Viecheln im Westen.
Zu Ventschow gehört der Ortsteil Kleekamp. Die ehemaligen Ortsteile Dämelow und Neuhof wurden am 1. Juni 1992 aus der Gemeinde Ventschow ausgegliedert und nach Bibow eingemeindet.

## Geschichte
Ventschow wurde erstmals 1235 in einer Urkunde des Bischofs Brunward erwähnt.

Die Bedeutung des Wortes Ventschow ist bis heute nicht vollständig geklärt. Es gibt hierzu mehrere Theorien. 
Am 1. Juli 1950 wurde die bisher eigenständige Gemeinde Kleekamp eingegliedert.
2012 fand in Ventschow die 777-Jahr-Feier statt. 

## Politik

### Gemeindevertretung und Bürgermeister
Der Gemeinderat besteht (inkl. Bürgermeister) aus 9 Mitgliedern. Die Wahl zum Gemeinderat vom Mai 2024 hatte folgende Ergebnisse:
Bürgermeister der Gemeinde ist Dieter Voß.
| Funktion                   | Name   | Vorname | Wohnort   | Mandat           |
| Bürgermeister              | Voß    | Dieter  | Ventschow | WVK              |
| 1. stellv. Bürgermeister   | Klee   | Marko   | Ventschow | WVK              |
| 2. stellv. Bürgermeisterin | Giese  | Karla   | Kleekamp  | Einzelbewerberin |
| Gemeindevertreter          | Haase  | Ivo     | Ventschow | WVK              |
| Gemeindevertreterin        | Voß    | Andrea  | Ventschow | WVK              |
| Gemeindevertreter          | Block  | Robbert | Ventschow | WVK              |
| Gemeindevertreter          | Dahl   | André   | Ventschow | WVK              |
| Gemeindevertreterin        | Gabler | Ramona  | Ventschow | Einzelbewerberin |
| Gemeindevertreter          | Glück  | Frank   | Ventschow | Einzelbewerber   |

### Wappen, Flagge, Dienstsiegel
Die Gemeinde verfügt über kein amtlich genehmigtes Hoheitszeichen, weder Wappen noch Flagge. Als Dienstsiegel wird das kleine Landessiegel mit dem Wappenbild des Landesteils Mecklenburg geführt. Es zeigt einen hersehenden Stierkopf mit abgerissenem Halsfell und Krone und der Umschrift „GEMEINDE VENTSCHOW • LANDKREIS NORDWESTMECKLENBURG“.

## Sehenswürdigkeiten
- Gutshaus in Kleekamp

## Infrastruktur

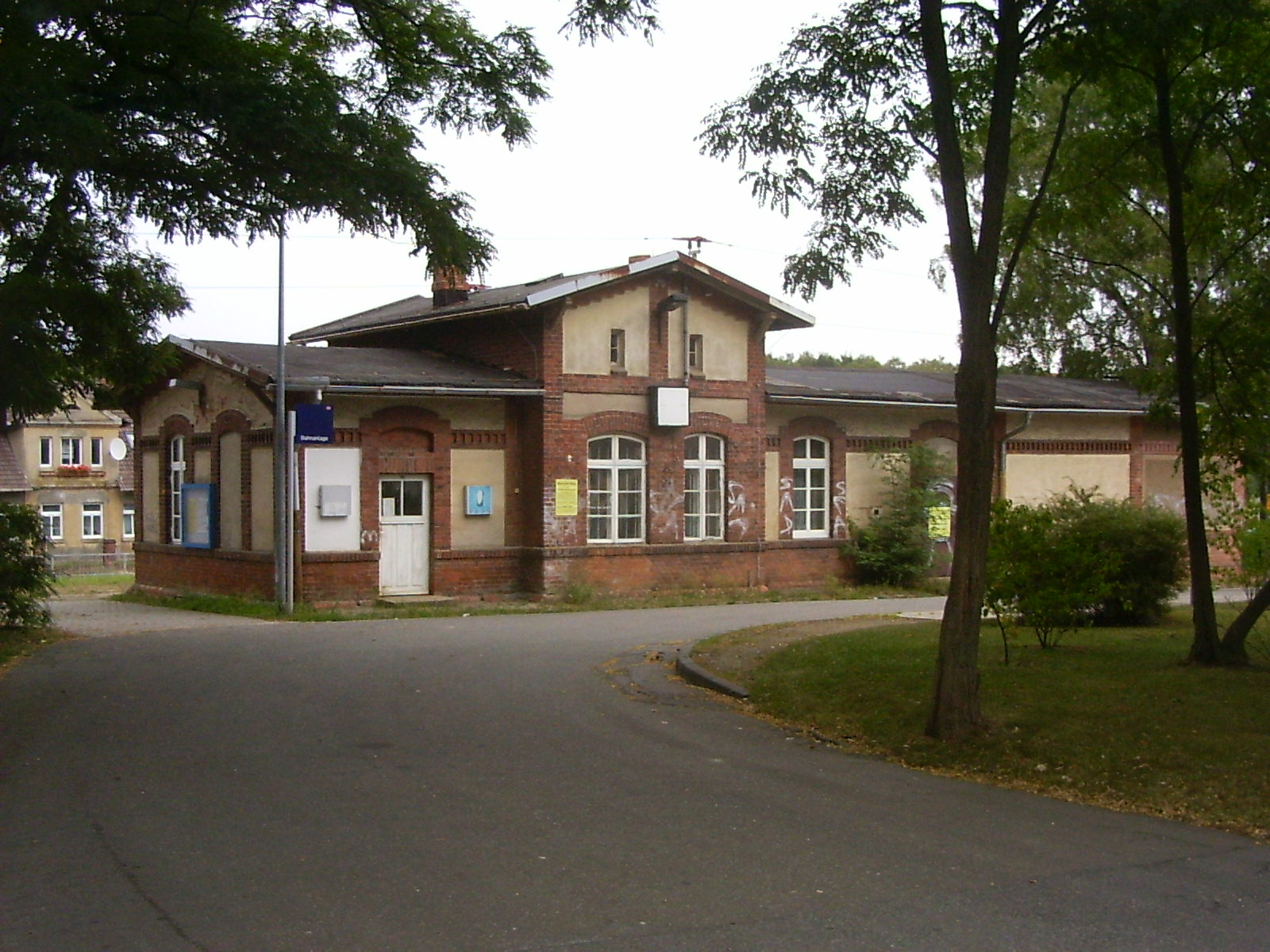
Bahnstation Ventschow

Ventschow hatVerbindungsstraßen nach Wismar, Warin und Brüel sowie über Bad Kleinen zur B 106. Der Bahnhof Ventschow liegt an der Bahnstrecke Bad Kleinen–Rostock. Es verkehren die Linie RE 1 (Hamburg – Rostock) und RE 4 (Lübeck – Szczecin). Die A 14 (Schwerin – Wismar) führt durch den Osten des Gemeindegebietes.

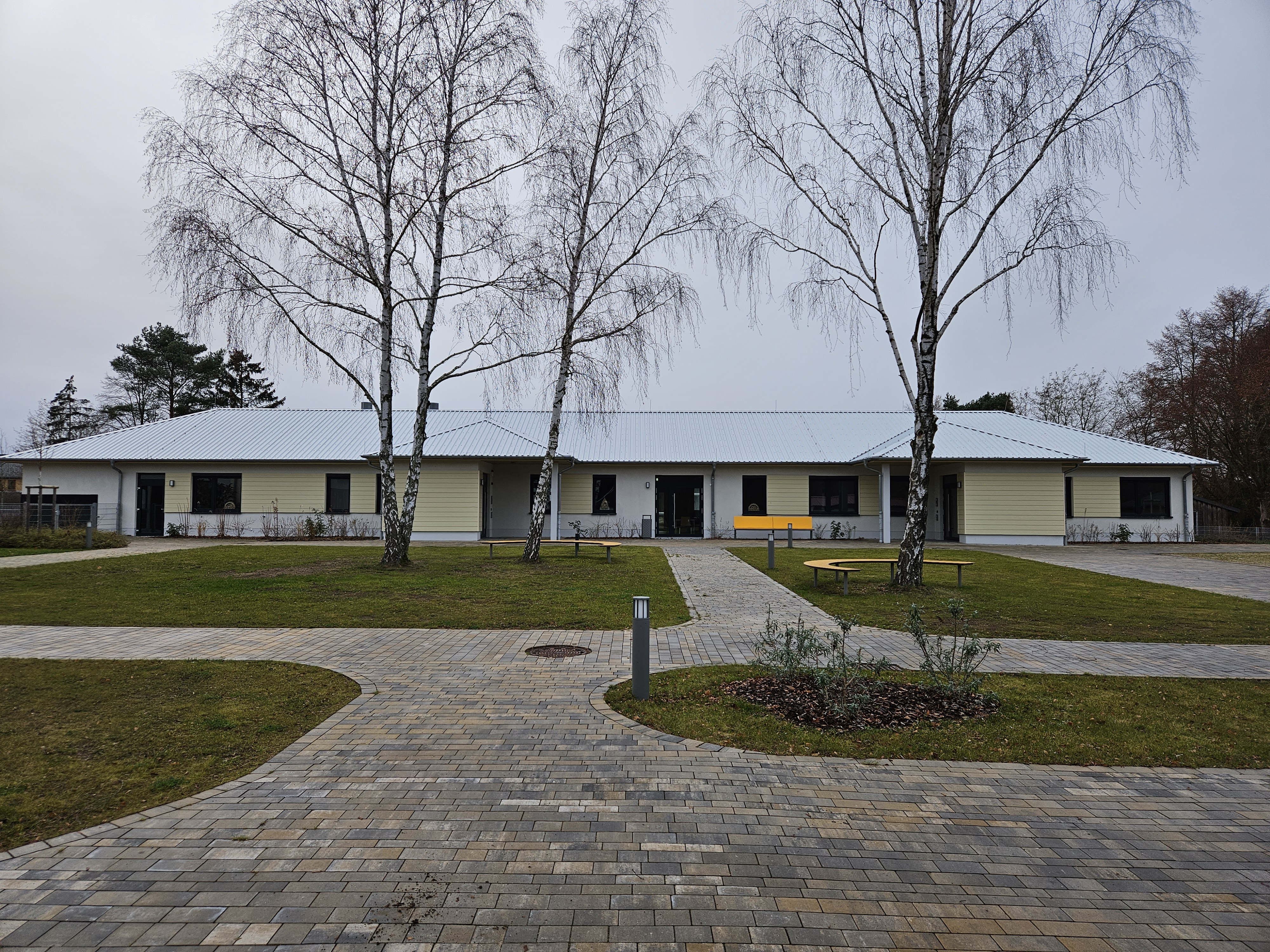
Dorfgemeinschaftshaus in Ventschow

Dorfgemeinschaftshaus: Ventschow hat seit 2025 ein Dorfgemeinschaftshaus

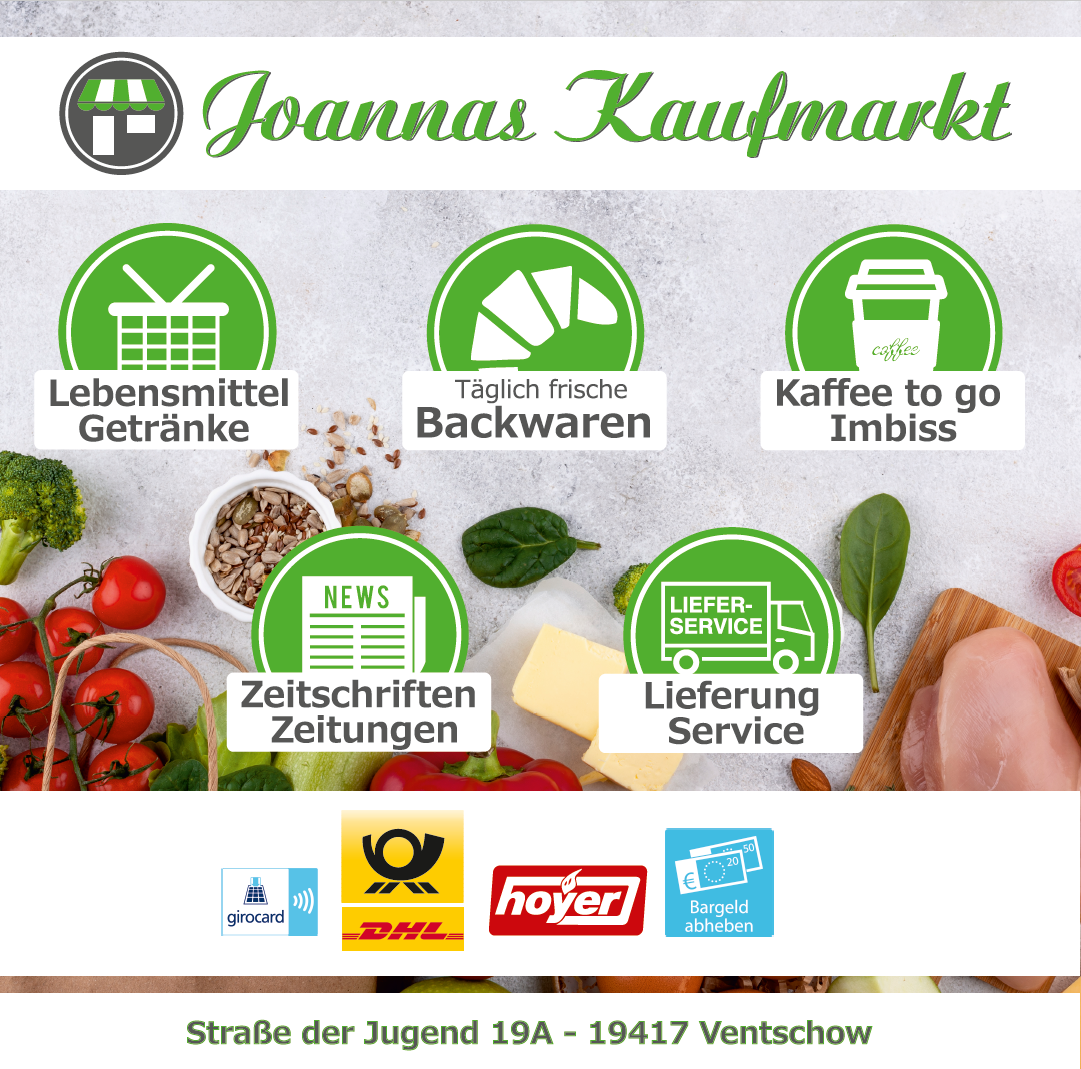

Joannas Kaufmarkt in Ventschow: Lebensmittel und Getränke